# Stefaan Vercamer
Pour les articles homonymes, voir Vercamer.
Stefaan Vercamer, né le 9 juin 1961 à Deinze est un homme politique belge flamand, membre du CD&V.
Il est assistant social et licencié en politique économique et sociale. Il fut secrétaire du Mouvement ouvrier chrétien.

## Fonctions politiques
- Député fédéral depuis le 10 juin 2007.